# Dinni, Raichur
Dinni là một làng thuộc tehsil Raichur, huyện Raichur, bang Karnataka, Ấn Độ.